# Kenichi Kasai
Kenichi Kasai (カサヰ ケンイチ Kasai Ken'ichi, Prefectura de Gifu, 12 de abril de 1970) es un dibujante de guiones gráficos y director de anime japonés. 
Se encuentra entre los directores más destacados de J.C. Staff por la dirección de la aclamada serie de anime Honey and clover. Luego de comenzar su carrera como gerente de producción usando su nombre en kanji: Kenichi Kasai (笠井 賢一), empezó a dirigir con J.C. Staff. A partir de la serie de anime Wagamama fairy: Mirmo de pon!, comenzó a usar su nombre en katakana.

## Filmografía Selecta

### Dirección[1]
- Kuru Kuru Amī (2001)
- Wagamama Fairy: Mirumo De Pon! (2002-2005)
- Wagamama Fairy: Mirumo De Pon! Gōruden (2003)
- Major (2004-2006) – primera y segunda temporada
- Honey and Clover (2005)
- Nodame Cantabile (2007) – primera temporada
- Kimikiss: Pure Rouge (2007-2008)
- Sweet Blue Flowers (2009)
- Bakuman (2010-2013)
- Chōyaku Hyakunin isshu: Uta Koi (2012)
- Love Stage!! (2014)
- Oukami Shoujo to Kuro Ouji (2014)
- Amanchu! (2016)
- The Thousand Musketeers (2018)
- To Me, The One Who Loved You (2022)

### Otros
- Cooking Papa (1992-1995) – gerente de producción
- Bishōjo Senshi Sailor Moon Sailor Stars (1992-1997) – asistente de dirección
- Mama Loves the Poyopoyo-Saurus (1995-1996) – asistente de dirección y director de episodios
- Bakusō Kyōdai Let's & Go!! (1996-1998) – guion gráfico y director de episodios
- Cutie Honey F (1997-1998) – asistente de dirección
- Anime Ganbare Goemon (1997-1998) – guion gráfico y director de episodios
- Ginga Hyōryū Vifam 13 (1998) – director de episodios
- Neo Ranga (1998-1999) – guion gráfico y director de episodios
- Kareshi Kanojo no Jijō (1998-1999) – guion gráfico y director de episodios
- Soreyuke! Uchū Senkan Yamamoto Yōko (1999) – director de episodios
- Ah! Megami-sama: Chicchaitte Kotoha Benridane (1999) – director de episodios
- Gokudō-kun Man'yūki (1999) – guion gráfico y director de episodios
- Majutsushi Orphen Revenge (1999-2000) – guion gráfico y director de episodios
- Jibaku-kun (1999-2000) – director de la secuencia de apertura y del tema de cierre
- Daa! Daa! Daa! (2000-2002) – guion gráfico y director de episodios
- Toradora! (2008-2009) – guion gráfico y director de episodios